# Brickellia rusbyi
Brickellia rusbyi là một loài thực vật có hoa trong họ Cúc. Loài này được A.Gray mô tả khoa học đầu tiên.